# Mårran - Vid liv (musikalbum)
Mårran - Vid liv är ett minialbum från den svenska rockgruppen Mårran. Albumet medföljde ursprungligen rocktidningen Sweden Rock Magazine i november 2012.
Albumet är inspelat på klubben Akkurat i Stockholm på våren 2012 och producerades och mixades av Max Lorentz. Gruppen gästas av gitarristen Richard Rolf från 70-talsgruppen November på låtarna "Med Lena" och "Ensamma stränder". 
Albumets omslagsbild består av gruppens logotyp på trumslagaren Binges bastrummeskinn. Gruppen stoltserar med att inga pålägg är gjorda efteråt i studio utan att det är så här man låter live.

## Låtlista
1. "Roadie (Musik-Mårran/Text-Edman)
2. "Kom in i min värld (Musik-Mårran/Text-Lorentz)
3. "Med Lena (med Richard Rolf) (Musik-Mårran/Text-Lorentz)
4. "Ensamma stränder (med Richard Rolf) (Musik-Mårran/Text-Binge-Lorentz)

"Ensamma stränder" inleds här med en hyllning till låten "Balett Blues" som fanns med på LP:n "En ny tid är här" med November.

## Medverkande
- Göran Edman – sång
- Björn "Binge" Inge – trummor
- Morgan Korsmoe – bas
- Max Lorentz – Hammondorgel
- Ludwig Larsson – gitarr
- Richard Rolf – gitarr på låt 3 och 4

## Mottagande
Skivan fick ett väldigt god respons av Sweden Rock Magazines läsare.